# Kruisdraging (Jheronimus Bosch en/of atelier)
De Kruisdraging is een schilderij van de Nederlandse schilder Jheronimus Bosch in het Koninklijk Paleis in Madrid.

## Voorstelling
Het stelt de kruisdraging voor zoals deze beschreven wordt in de Bijbel. Het werk is, net als de Calvarie met schenker van Bosch, zeer eenvoudig van opzet. Jezus draagt hier een vergelijkbaar, T-vormig kruis (eigenlijk een Tau-kruis). Om zijn lijden te versterken draagt hij aan zijn voeten spijkerblokken, die ook voorkomen op Bosch’ Weense kruisdraging. Links tilt Simon van Cyrene het kruis op. De beulen, soldaten en burgers, die Jezus voortjagen, hebben iets karikaturaals. Dit deed de schilder om hun slechtheid en fanatisme uit te drukken. De twee figuren op de achtergrond zijn vermoedelijk Johannes de Doper en Maria. Omdat verschillende figuren naar rechts kijken houdt men er rekening mee dat het hier gaat om de linkervleugel van een veelluik.

## Datering en toeschrijving
Dendrochronologisch onderzoek heeft aangetoond dat het werk op zijn vroegst omstreeks 1498 kan zijn ontstaan. In deze periode voegde Bosch echter bevreemdende elementen toe aan zijn werken, zoals diabolische planten of vreemde rotsformaties. Vanwege het ontbreken hiervan, en het feit dat het landschap een stuk primitiever aandoet dan vergelijkbare werken van Bosch uit deze periode, houdt men er rekening mee dat het hier gaat om een werkstuk uit het atelier van Bosch. Omdat de enigszins karikaturale koppen wel typisch Boschiaans zijn, zou het volgens Bosch-kenner Bernard Vermet kunnen zijn dat deze wel door Bosch zijn geschilderd.

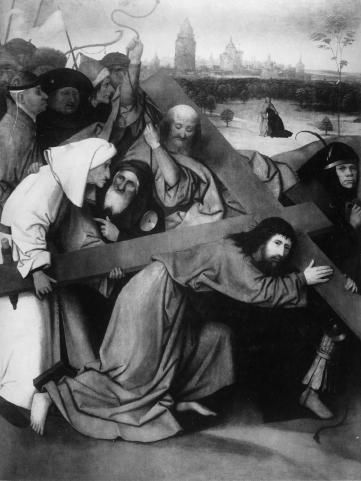
Kruisdraging voor restauratie.

## Herkomst
Philips II van Spanje droeg op 14 april 1574 een aantal schilderijen van Bosch uit zijn privécollectie over aan het Escorial, waaronder ook ‘Una pintura en tabla en que está pintado Christo Nuestro señor con la cruz acuestas con Simon Cireneo vestido de blanco y otras figuras de mano de Gerónimo Bosqui, que tiene seys pies de altro y de ancho quatro y tres quartas’ (een schilderij op paneel waarop geschilderd is Christus, Onze Lieve Heer, met het kruis op zijn rug, met Simon van Cyrene in het wit gekleed en andere figuren, van de hand van Jheronimus Bosch, zijnde 6 voet hoog en breed 4¾ voet). Het was kunsthistoricus en Bosch-kenner Carl Justi (1832-1912), die deze vermelding voor het eerst in verband bracht met het paneel in het Koninklijk Paleis in Madrid. De genoemde 6 bij 4¾ (180 bij 142,5 cm) komen echter niet overeen met de 150 bij 94 cm van het genoemde schilderij. Feit is wel dat het werk afkomstig is uit het Escorial. In de loop van de 20e eeuw is het gerestaureerd en naar zijn huidige verblijfplaats overgebracht.